# Emil Kellenberger
Emil Kellenberger (Walzenhausen, Appenzell Ausser-Rhoden, 3 d'abril de 1864 – Walzenhausen, 30 de novembre de 1943) va ser un tirador suís. El 1900 va prendre part en els Jocs Olímpics de París, en què disputà cinc proves del programa de tir olímpic. Guanyà la medalla d'or en les proves de rifle militar, tres posicions individual i rifle militar, tres posicions per equips i la de plata en rifle militar, de genolls. En la prova de rifle militar, bocaterrosa fou cinquè, i sisè en la de rifle militar, dempeus.